# 20th Century Technology Museum
Il 20th Century Technology Museum si trova a Wharton, in Texas ed espone esempi di tecnologie del XX secolo. Il museo è un'organizzazione non-profit, aperto nel luglio 2005 sulla base di un edificio centenario, edificato nel 1988.
La collezione del museo consiste per la maggior parte in piccoli oggetti, come radio, jukebox, televisori... e anche in alcuni aeromobili, incluso un ornitottero. Molti degli oggetti esposti nel museo sono in condizione di funzionare: possono sia essere utilizzati per una dimostrazione reale per i visitatori, sia a disposizione per operazioni pratiche.
Le maggiori mostre del museo includono:
- Radio
- Grammofoni e Jukebox
- Televisori
- Videogioco arcade
- Applicazioni casalinghe, come i primi frigoriferi
- Telefoni
- Macchine da scrivere
- Computer
- Elettronica
- Macchine fotografiche
- Aeromobili